# Jet-Ventilation
Jet-Ventilation oder Jetbeatmung ist eine spezielle Beatmungsform für operative Eingriffe an den Atemwegen in Narkose. Man versteht darunter die stoßweise Applikation von Beatmungsgas unter hohem Druck durch dünne und ungeblockte Leitungen in die nach außen offenen Atemwege. Der wesentliche Unterschied zur konventionellen Beatmung liegt vor allem darin, dass bei der Jet-Ventilation dem Totraum eine weit geringere Bedeutung zukommt und nicht nur auf alveolärer Ventilation beruht. Der Gasaustausch ist das Ergebnis mehrerer sich addierender und unterstützender Mechanismen, die zusammen zu einer kontinuierlichen Auswaschung der Lunge mit frischem (sauerstoffreichem) Gas und zur Entfernung von verbrauchtem (kohlendioxidreichem und sauerstoffarmen) Gas führen.
Da relativ große Gasvolumina durch englumige Leitungen und Düsen hindurchfließen, werden die Gaspartikel auf sehr hohe Geschwindigkeiten beschleunigt. Dadurch entstehen die charakteristischen Strömungsgeräusche, welche die Verwendung des „Jet“-Begriffs rechtfertigen. Es hat sich eingebürgert bei <1 Hz von Nieder- oder Normofrequenter Jet-Ventilation (NFJV) und bei 1–10 Hz von Hochfrequenz Jet-Ventilation (HFJV) zu sprechen.
Das operative Indikationsgebiet der HFJV beschränkt sich zurzeit im Wesentlichen auf diagnostische und chirurgische Eingriffe an Kehlkopf, Atemwegen und Lunge. Es handelt sich um endoskopisch vorgenommene diagnostische und chirurgische Interventionen mit starrem Bronchoskop, Stützlaryngoskop, diversen Optiken sowie Binokularmikroskop.
Grundlage dieser Operationen ist die Mikrolaryngoskopie mit Exposition des Operationsgebiets mittels Kleinsasser-Instrument oder Abwandlungen desselben. Hierbei gelangen sowohl mikrochirurgische Techniken als auch Laserresektionen zum Einsatz. Tiefer gelegene Läsionen werden auf direktem Weg (transkutan) angegangen, wie im Fall von Trachea- oder Bronchusresektionen, -plastiken oder Operationen am Tracheostoma. Die Kombinationen beider Zugänge kommt bei der Im- und Explantation von laryngotrachealen Stents sowie von Stimmprothesen vor.
Bereits 1907 hatten Barthelémy und Dufour ihr Verfahren der ab 1913 in Europa und den USA verbreiteten „Insufflationsnarkose“ beschrieben, bei dem sie einen dünnen Gummikatheter manuell in die Luftröhre eingeführt haben und darüber das Narkosegemisch einströmen ließen. Die Insufflationsnarkose wendeten sie dann auch bei einer Patientin mit einer Unterkiefergeschwulst an. Im Jahr 1910 hatten Samuel J. Meltzer und John Auer, die 1909 eine Insufflationsnarkose zur Verhinderung eines Lungenkollapses bei Thoraxoperationen durchführten, gezeigt, dass durch einen kontinuierlichen Luftstrom in die Luftröhre eines „curarisierten“ Tieres eine ausreichende Versorgung dessen Blutes mit Sauerstoff gewährleistet ist.